# Konstantinápoly ostroma (1453)
Konstantinápoly 1453-as elestének fő oka a 15. század első felében Anatóliában egyre nagyobb hatalommá váló Oszmán Birodalom terjeszkedése volt, amely sorban foglalta el a szétesőben lévő Bizánci Birodalom kis-ázsiai területeit, és megjelent Konstantinápoly falai előtt is. XI. Kónsztantinosz bizánci császár az oszmán terjeszkedéstől tartva 1452 decemberében segélykérő levelet írt V. Miklós pápának, azonban a keresztény Európában ekkor fejeződött be a százéves háború, és a német széttagoltság, a Magyar Királyság 1448-as rigómezei veresége lehetetlenné tette egy segítséget jelentő nyugati keresztes hadsereg felállítását. Bizánc az utolsó pillanatokig Hunyadi János felmentő seregeiben reménykedett. Konstantinápoly 9000 védővel és 20 kilométer hosszú erődítményrendszerrel várta II. Mehmed oszmán szultán 70 000 főre tehető hódító hadseregét. Miután Konstantinápoly ostroma 1453. május 29-én befejeződött, a muzulmán törököknek sikerült egy állandó bázist kiépíteniük a keresztény Európában.

A Római Birodalom kiterjedése Bizánc végső bukásáig (animáció)

## Előzmények

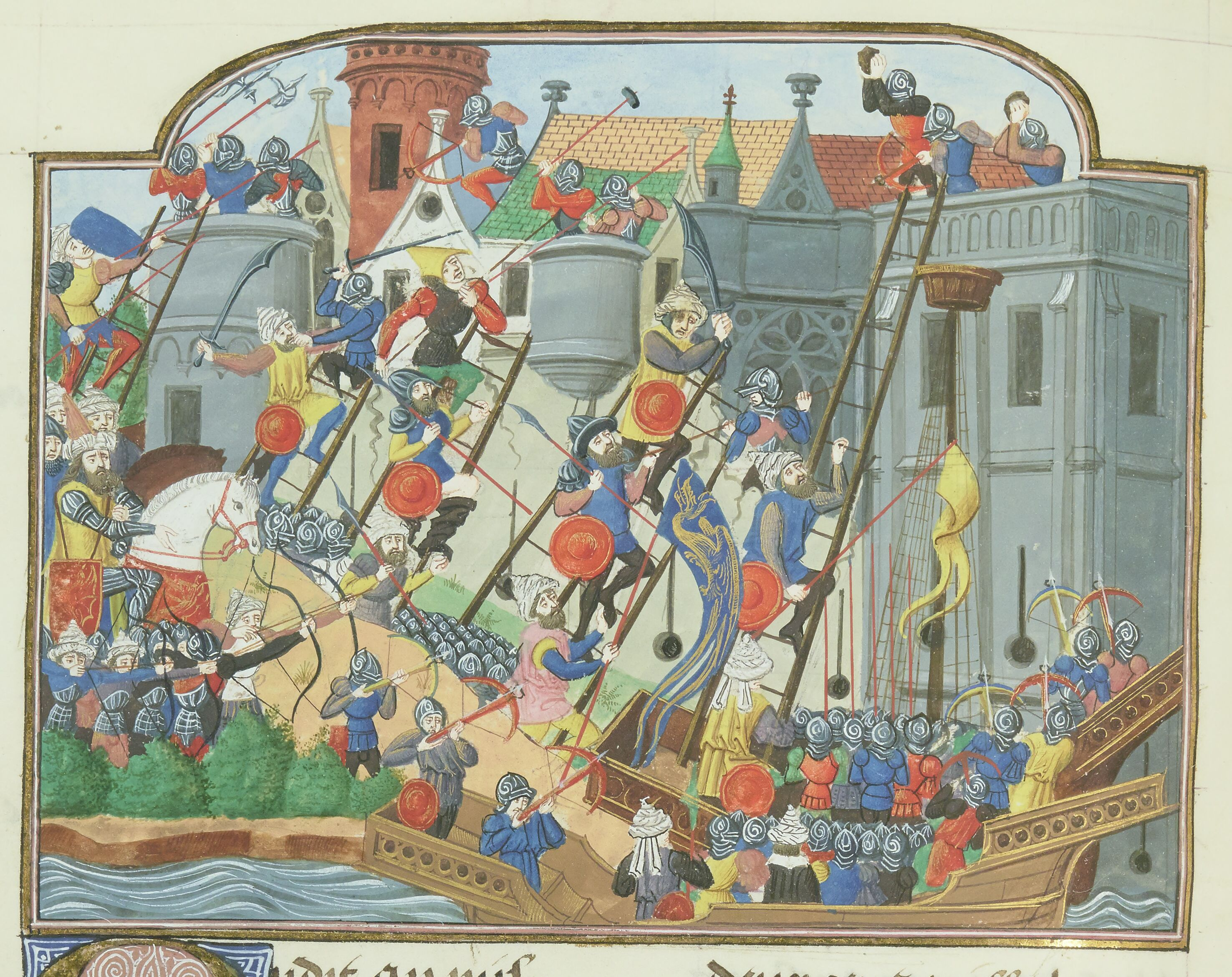
Jean Chartier: Konstantinápoly ostroma, Chronique de Charles VII

A negyedik keresztes hadjáratban (1204) a keresztesek elfoglalták a várost, majd Palaiologosz Mihály 1261-ben visszafoglalta a nikaiaiak (Nikaiai Császárság) részére. Az utolsó latin császár, II. Balduin, Eubeába menekült, s ismét a görög császárok székhelye lett Konstantinápoly.
Ezalatt a törökség mind nagyobb hatalomra kapott. Drinápoly már 1360 óta az oszmán szultánok fővárosa volt, majd az I. rigómezei csata után Konstantinápoly lett a támadások célja. II. Murád 1422-ben hadi sarcra kényszerítette, de meghagyta XI. Kónsztantinoszt az ugyancsak kis területűre csökkent birodalom (Konstantinápoly, Anchialos, Mesembria és a Peloponnészosz) birtokában.

## Felkészülések
II. Murád oszmán szultán fia és utóda, II. Mehmed, előbb a Boszporusz mellé épített Rumili Hisszár által biztosította magának a tengert. Ennek következtében a Fekete-tenger partján lévő genovai városok nem segíthettek. Az új várat Boğazkesen-nek is nevezték, ami török nyelven kettős jelentésű: szoros-záró vagy torok-vágó – ez is kifejezte a stratégiai fontosságát. Közben XI. Kónsztantinosz bizánci császár ajándékokat és pénzt küldözgetett a szultánnak, de mikor ez két követét is lefejezte, a császár felkészült a harcra.
Kónsztantinosz a nyugati keresztény hatalmakhoz fordult segítségért, de V. Miklós pápa nem volt rábírható, hogy segítséget küldjön. 1054 óta a katolikus és ortodox egyház közti szakadás után a katolikusok próbálták visszajuttatni a keleti egyházat Róma kebelébe. Ez most nagyon jó alkalom volt, segítséget csak azzal a feltétellel voltak hajlandóak küldeni, ha a bizánciak visszatérnek Rómához,és ezt a Konstantinosz császár formálisan meg is tette. A pápa végül építtetett a velenceiekkel öt gályát, amelyeket el is küldött Konstantinápolyba. Néhány genovai és velencei hajó is segítségül jött.
A bizánci hadsereg körülbelül 7000 emberből állt, ebből 2000 külföldi zsoldos volt (elsősorban velenceiek és itáliaiak, másrészt szicíliaiak és katalánok). A városnak ugyanakkor 20 km megerősített fala volt abban az időben. A török sereg a régi források szerint közel 100 000 főt számlált, amelyből 20 000 janicsár volt. Napjainkban a kutatások szerint ha Mehmed valóban a teljes haddal támadt a város ellen, akkor legfeljebb 50–70 000 főből állhatott, ebből a janicsárok száma legfeljebb 7–10 000 főre rúghatott. Mohamed erre az ostromra építtetett egy flottát is, hogy a tenger felől is megtámadhassa a várost. A környéket 1500 szerb lovas biztosította, akik a város szárazföldi utánpótlását próbálták elvágni.

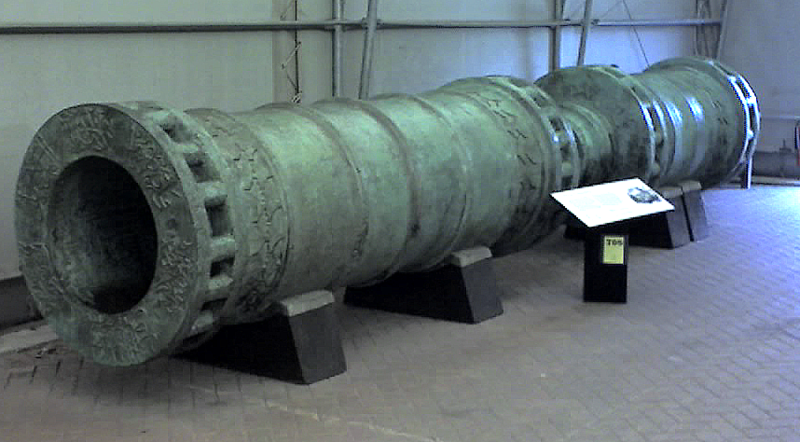
A Dardanella ágyú, Orbán ágyúja vagy II. Mehmed nagy ágyúja, amelyet 1866-ban Abdul-Aziz oszmán szultán Viktória brit királynőnek ajándékozott, Fort Nelson, Anglia

Egy legenda szerint az oszmánok táborában volt egy Orbán nevű magyar is, aki jól értett az ágyúöntéshez (ami ebben az időben nagy újdonság volt). Orbán egy 8 méternél hosszabb és majdnem 1 méter átmérőjű ágyút öntött, amely 550 kg-os ágyúgolyókat ki tudott lőni több mint 1 km távolságra. Habár a bizánciaknak is voltak ágyúik, ezek sokkal kisebbek voltak és a visszalökéseik néha a saját falaikban tettek kárt. Orbán ágyújának is voltak hátrányai. Alig találtak el vele valamit, még egy akkora várost sem, mint Konstantinápoly, hat óráig tartott, míg kihűlt, és újra tölthették, és hat heti ostrom után az ágyú végül össze is omlott .

## Az ostrom

Az ostrom térképe

1453. április 6-án felállították a szultán sátrát a vár előtt. Ugyanaznap megkezdődött a város ostroma az Aranyszarv-öböltől a Márvány-tengerig terjedő szakaszon a szárazföldön.
Április 9-én Süleyman Bej megpróbált behatolni az Aranyszarv öbölbe, de sikertelenül; az öblöt elzáró lánc, amelyet a Galata és a Szeráj földnyelv között feszítettek ki, megakadályozta ebben (lásd a térképet).
Április 11-ére a szüntelen ágyúzás megtette a hatását: már több helyen is beomlott a fal és néhány kisebb erősséget a Boszporusz partján bevettek az oszmánok. Másnap a török flotta megtámadta az Aranyszarv-öblöt védő bizánci hajókat. A keresztények győzelme megingatta a török sereg morálját, mire a szultán parancsot adott, hogy a flottát ágyúkkal lőjék. Április 18-án éjjel megtörtént az első keményebb ostrom, ami több mint négy órát tartott, de a bizánciak ellenálltak az ostromnak és a törököknek vissza kellett vonulniuk.
A következő nap egy tengeri csata játszódott le Yenikapi mellett a bizánci–genovai–velencei csatahajók és az oszmán flotta között, amely el akarta süllyeszteni a pápa által küldött három utánpótlást szállító hajót. A szultán maga parancsolta Sülejman Bejnek, hogy a hajókat minden áron el kell süllyeszteni, de minden próbálkozásuk hiábavaló volt, a pápai hajók sokkal nagyobbak voltak és szerencsésen beértek a kikötőbe. Ez egy újabb csapást mért a törökök moráljára, és a katonák kezdtek elszökdösni a seregtől. A császár, kihasználva a pillanatnyi fölényt, békét ajánlott. Ezt a szultán a nagyvezír, Candarli Halil pasa támogatásával visszautasította; a vár ágyúzását tovább folytatták. Aksemseddin, a szultán lelki tanítója szerencsés kimenetelt jósolt az ostromnak.
A szultán elhatározta, hogy beveti a meglepetés elemét is, és szárazföldön keresztül görgető pályatest segítségével vonatta az oszmán flottát az Aranyszarv-öbölbe.
172. §. Mehemet császár pedig föltett czéljára nézve nagy előnynek gondolván a kikötőt bevenni és az Arauyszarvat tulajdon hajói állomásáúl megnyitni, miután mindenféle kísérletet és fogást elkövetve sem bírta a bejutást kierőszakolni, egy elmés és egyedül az ö elhatározottságához és erejéhez méltó cselt kohol ki, mely kitűzött czéljához képest szépen sikerült, és mindennek egyszerre véget vetett.
173. §. Megparancsolja ugyanis a hajók legénységének, hogy készítsenek minél hamarább csusztatókat, a külső tengertől a belső tengerig, tudniillik a kikötőtől és az Aranyszarvtól kezdve a Diplúsz Kión (kettős oszlop) nevezetű helyig, és tegyenek gerendákat alájok. A távolság pedig a tengertől a tengerig mérve körülbelől nyolcz stadion. Ennek több mint fele erősen emelkedik, míg az ember a magoslat tetejére ér, s onnan lejtősen ereszkedik alá az aranyszarvi belső tengerig. Es miután a csusztatókat a sok kéz hihetetlen hamar elkészítette, fölvontatja rájok a hajókat.
A keresztények megrökönyödve figyelték, ahogy a 70 hadihajót átvontatják a szárazföldön át az öbölbe, ahonnan sikeresen ágyúzhatták a védtelen erősségeket az Aranyszarv partján. XI. Kónsztantinosz bizánci császár kénytelen volt átcsoportosítani védőinek egy részét, ami jelentősen csökkentette a vár védelmi erejét.
Április 28-án meghiúsult a kísérlet, hogy az oszmán hajókat ágyútűzzel elsüllyesszék. A törökök felépítettek egy hidat Ayvansaray és Sutluce között, ami lehetővé tette, hogy az öböl menti erősségeket szárazföldi erőkkel is támadják. A szultán még egyszer felajánlotta, hogy ha feladják a várat, sértetlenül elvonulhatnak, de a császár visszautasította az ajánlatot.
A következő hetekben több, órákon át tartó ostromot intéztek a vár ellen. Május 26-án olyan hírek kezdtek terjengeni az oszmán táborban, hogy több európai ország, köztük Magyarország is haderőt készült küldeni Konstantinápoly felmentésére, ha az ostrom tovább húzódik. Ezeket megtudva, a szultán összehívta a divánt. Candarli Halil pasa és hívei minden igyekezetük ellenére sem tudták meggyőzni a szultánt az ostrom abbahagyására, akit Zaganos pasa, Aksemseddin, Molla Gurani és Molla Hüsrev támogatott. Másnap kiadták a parancsot az általános rohamra.
Az utolsó ostrom előtt II. Mohamed felszólította a császárt, hogy hagyja ott a birodalom trónját, vonuljon vissza a Peloponnészoszi-félszigetre ahol biztosítja számára az önálló uralkodó státusát. A császár, történelmi és hazafias felelőssége tudatában, megtagadta a visszavonulást és elkötelezte magát népe mellett. A szultán ultimátumát ennek veje, Izmail pasa adta át a fejedelemnek és ugyancsak neki kellett a nemleges választ apósának visszavinnie. Arra biztatták, hogy ismeretlen helyen próbáljon új csapatokat szervezni és úgy vélték, hogy ezeknek, valamint az albánoknak a valószínű segítségével újfent ráijeszthetnek Mohamedre, aki a város ostromát így feladná. Konstantin senkire nem hallgatott. Azt válaszolta a nemeseknek, hogy soha nem határozná azt, hogy eme nehéz órákban magára hagyja a népet, a fővárost és az uralkodói trónt. Arra kérte őket, hogy: „kérjétek tőlem inkább azt, hogy ne hagyjalak el benneteket. Igen, a kívánságom az, hogy veletek halhassak meg".
Május 28-án Konstantin elrendelte, hogy litániát tartsanak a városfalakon és a város minden templomában. Ezen a litánián, a lakosság nagyja részt vett. Szentképeket, ikonokat, tárgyakat tartva imádkoztak a város megmeneküléséért. A fejedelem összegyűjtötte vezéreit, tábornokait és elérzékenyítő, de egyben lelkesítő beszédében arra kérte őket, hogy minden csepp erejükkel azon legyenek, hogy a török támadást véglegesen visszaverjék. A Hagia Szophia templomban tartott mise után a fejedelem a város falain töltötte az egész éjszakát, bátorítva a harcosokat, végül maga is beállva a város védelmezői közé a Szent Romanos kapunál. Ezen a helyen támadt Mohamed a janicsárjaival, és ezen a helyen kiáltott fel örömmel a hajnali napfelkeltekor Konstantin azt hívén, hogy legyőzték a törököket. 

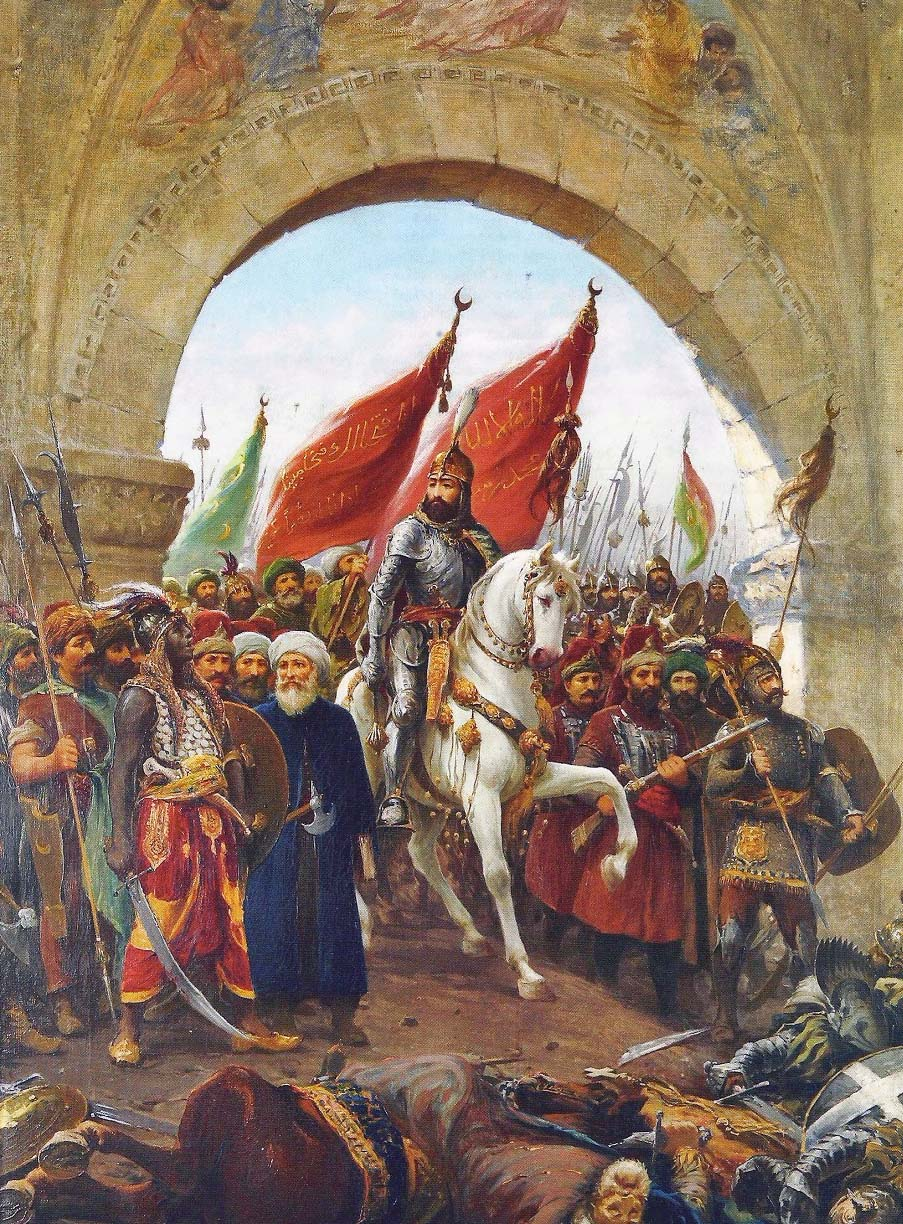
II. Mehmed oszmán szultán bevonulása Konstantinápolyba

Giovanni Giustiniani Longo főparancsnok sebesülése, aki két nap múlva meghalt Híosz szigetén, zavart okozott a harcolók körében, és így eshetett meg, hogy Mohamed janicsárjai a meggyengült védelem miatt betörtek a Blachernai-fal egyik apró kirohanó kapuján, melynek Kerkoporta (Cirkusz kapu) volt a neve és benyomultak a falak közé, majd bejutottak a várfalak mögé is. Ugyanabban az órában halálosan megsebesült Konstantin császár is, és ahogy kívánta, hazájának védelmezése közben halt meg. Holtteste körül olyan ádáz tusa folyt, hogy egész halmok vetődtek egymásra. Végül e testhalmokon keresztül a törökök, akiket feltartóztatni többé nem lehetett, behatoltak a városba. A törökök Konstantinápolyba való bejutásuk után, három napon keresztül elképzelhetetlen pusztítást és öldöklést vittek véghez. A janicsárok betörték a Hagia Szophia kapuit és a bemenekült tömeget lemészárolták, a szent tárgyakat meggyalázták. Aki megmenekült, azt elhurcolták rabszolgának. Egy ma is élő mítosz szerint amikor a törökök betörtek e csodálatos és egyedülálló templomba, Bizánc nagyságának e méltóságos jelképébe, a pap misét tartott. A kelyhet tartó pap mögött megnyílt a fal és a papot elnyelte. A mítosz szerint ha Konstantinápoly ismét felszabadul, akkor a fal megnyílik és kiadja magából a papot, aki majd ott folytatja a misét, ahol 1453. május 29-én abbahagyta. És akkor majd felébred a megkövült fejedelem, aki az Arany Kapu alatt alussza örök álmát és a törököket egészen napkeletig kergeti.

## Következmények

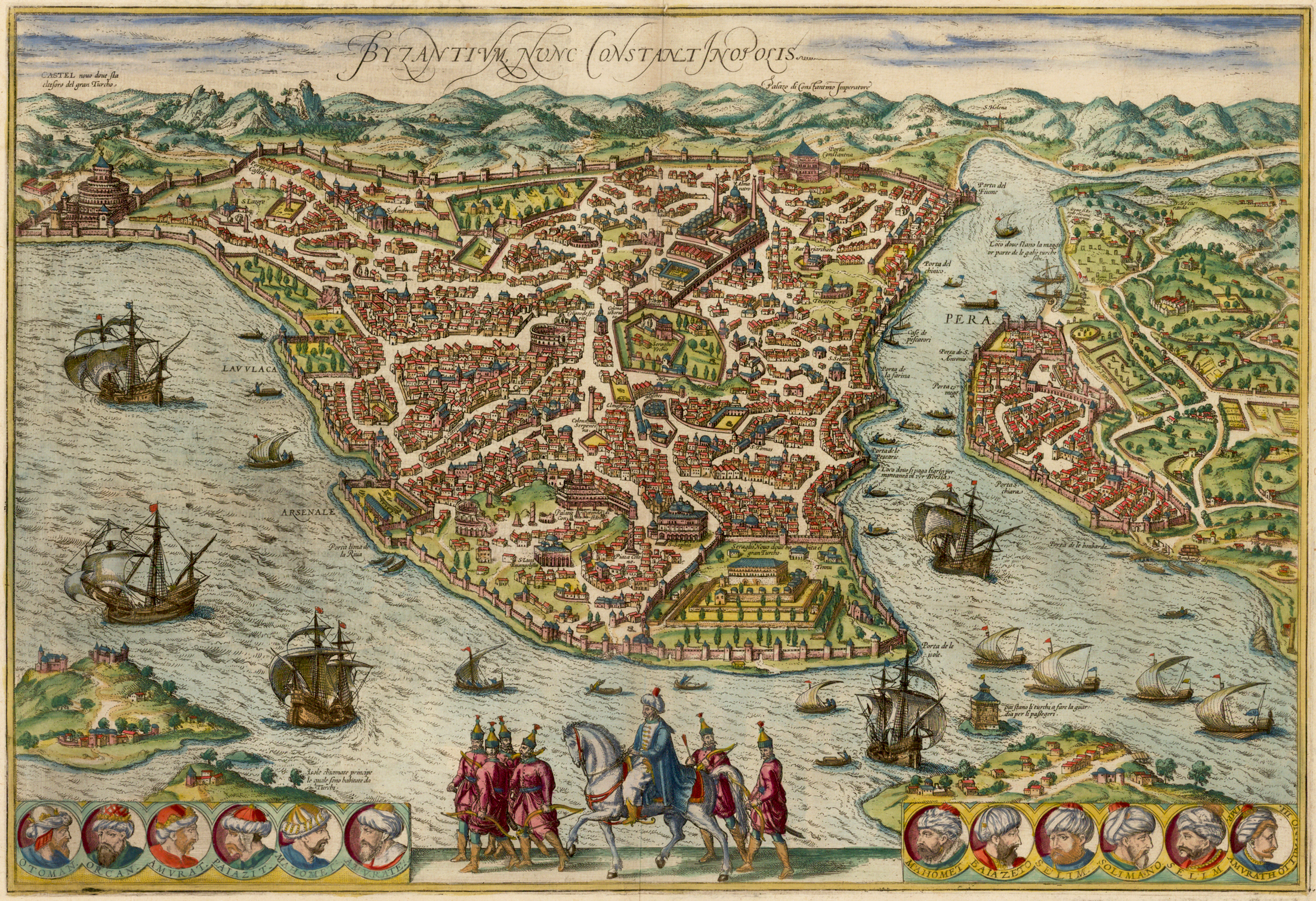
Konstantinápoly térképe, Beschreibung vnd Contrafactur der vornembster Stät der Welt, Köln, 1582. A bizánci védőknek 14 mérföld hosszú városfalat kellett védelmezniük a török ostromlók ellen, a szárazföld felé háromszoros fal magasodott, a tenger felől egyszeres fal védte a várost

A foglyok száma 60 000 -re rúgott, a halottaké talán ennél is többre. Konstantinápoly elestével megszűnt a kereszténység egyik központja, amely fővárosa lett az Oszmán Birodalomnak. A rablás és pusztítás borzalmai lassanként elmúltak, a hódító szultán és utódai türelmesek voltak a keresztényekkel szemben, akiknek vallásuk szabad gyakorlását biztosították, sőt új pátriárkát is választhattak.
A harcok idejére a városból elmenekülő genovaiak visszatérhettek, ám az olasz közösség többé nem a genovai podestà (polgármester) irányítása alá tartozott – megerősödött a velenceiek befolyása, akik később átvették Pera (Galata) irányítását is.
A főbb templomokat mecsetekké építtették át. Ugyancsak II. Mehmed nevéhez fűződik a későbbi magyar hadifoglyok révén a magyar köztudatba is bekerülő Héttorony kijavítása és erőddé alakítása is. Hasonlóképpen igen szép mecsetet emelt utódja, Bajazid (1498), sőt az utánuk uralkodott oszmán szultánoknak mindegyike. Konstantinápoly sorsa azóta tükörképe az Oszmán Birodalom (és a modern Törökország) politikai eseményeinek.